# Log nad Škofjo Loko
Log nad Škofjo Loko je naselje v Občini Škofja Loka. Na terasastem pomolu (488 mnm) nad naseljem se nahaja
cerkev svetega Volbenka, nedaleč stran pa nekdanja posest Ivana Tavčarja na Visokem.